# Achillea condensata
Achillea condensata là một loài thực vật có hoa trong họ Cúc. Loài này được Miq. mô tả khoa học đầu tiên năm 1856.